# 알라 나지모바
알라 나지모바(러시아어: Алла Назимова, 영어: Alla Nazimova, 1879년 6월 3일 ~ 1945년 7월 13일)는 러시아 제국의 배우로, 1905년 미국으로 이주해 활동한 인물이다.

## 출연 작품
- 발 류튼: 그림자 속의 사나이 (2007)
- 님은 가시고 (1944)
- 혈과 사 (1941)
- 이스케이프 (1940)